# جردن وایلی
جردن جویس وایلی (زاده ۱۱ ژوئن ۱۹۹۲) یک تنیس باز با ویلچر بازنشسته بریتانیایی است. او در سن ۱۴ سالگی جوان‌ترین قهرمان ملی انفرادی زنان بریتانیا در رشته تنیس با ویلچر شد. او مانند پدرش، کیث، که یک پاراورزشکار بود و در سال ۱۹۸۴ در نیویورک مدال برنز کسب کرد، دارای اختلال استخوان‌زایی است. او علاوه بر مسابقات آزاد ایالات متحده در سال ۲۰۱۵ در انفرادی با ویلچر، ۹ عنوان قهرمانی گرند اسلم دونفره را کسب کرده است، و او و یوی کامیجی ژاپنی چهارمین تیم دو نفره با ویلچر زنان (و همچنین جدیدترین بازیکنان) هستند که گرند اسلم را به پایان رساندند. وایلی در فهرست افتخارات تولد ملکه در سال ۲۰۱۵ برای خدمات تنیس روی ویلچر به عنوان عضو والامقام امپراتوری بریتانیا منصوب شد.

## حرفه

### نوجوانی
در سال ۲۰۰۶ در سن ۱۴ سالگی، وایلی در مسابقات تنیس با ویلچر کاردیف در مسابقات انفرادی و دونفره قهرمان شد و عنوان دختران را نیز به دست آورد، اولین عناوین قرعه کشی اصلی بزرگسالان را به دست آورد. در پایان سال ۲۰۰۶، وایلی از رتبه ۱۱۲ به ۴۸ در رده‌بندی صعود کرد و عناوین نوجوانان را در لهستان و هلند به دست آورد. وایلی دو جایزه در جوایز انجمن تنیس با ویلچر بریتانیا کسب کرد: بهترین بازیکن زن و بازیکن برتر سال. وایلی در سال ۲۰۰۷ با شکست کاترین کروگر در تاربس، تاریخ جدی تنیس را خلق کرد. او اولین بریتانیایی بود که عنوان قهرمانی ویلچر نوجوانان بنیاد کرایف را به دست آورد. در ادامه موفقیت مسترز، وایلی دومین عنوان بزرگسال خود را در چالش نورث وست به دست آورد. وایلی این کار را با تبدیل شدن به جوان‌ترین قهرمان ملی بریتانیا و کسب دو عنوان انجام داد. وایلی سپس با موفقیت از عناوین مسابقات تنیس با ویلچر کاردیف دفاع کرد. در سال ۲۰۰۸ وایلی با شکست دادن امی کایزر در انفرادی قبل از شریک شدن هانت برای قهرمانی پشت سر هم در دونفره با موفقیت عناوین مسابقات مسترز را از آن خود کرد. هفته بعد، وایلی اولین عنوان بین‌المللی خود را در مسابقات سیون ایندور به دست آورد. وایلی سپس با موفقیت هر دو عنوان چالش نورث وست را به دست آورد. او در این تیم برای بازی‌های پارالمپیک ۲۰۰۸ نام گرفت.

### جوانی
در سال ۲۰۱۲، او به فینال دو نفره با ویلچر زنان در ویمبلدون رسید. او برای بریتانیای کبیر در پارالمپیک تابستانی ۲۰۱۲ شرکت کرد که در آن با لوسی شوکر در دونفره زنان یک برنز مشترک گرفت. وایلی و شوکر در بازی‌های پارالمپیک تابستانی ۲۰۱۶ مدال برنز دیگری کسب کردند، جایی که وایلی در یک چهارم نهایی انفرادی زنان حذف شد.
وایلی و یوی کامیجی از ژاپن با پیروزی در مسابقات دونفره با ویلچر در مسابقات آزاد استرالیا (در مقابل زوج هلندی مارجولین بویس و یسکه گریفیون)، در مسابقات آزاد فرانسه، ویمبلدون و آزاد آمریکا (علیه گریفیون و فان کوت هلندی) به یک گرند اسلم تقویمی دست یافتند. آنیک فان کوت در هر سه فینال). آن‌ها سال را با اضافه کردن مسترز کرون پس از شکست لوئیز هانت و کاترینا کروگر در فینال به پایان رساندند. با این حال، علیرغم غیبت فان کوت و گریفیون، این زوج در طول تورنمنت بدون شکست باقی نماند زیرا در مرحله گروهی دور برگشت به مارجولین بویس و میکالا اسپانسترا باختند.
وایلی و کامیجی در ویمبلدون چهار بار قهرمان دونفره شده‌اند، و وایلی در هفته یازدهم باردار بود که چهارمین عنوان خود را در سال ۲۰۱۷ کسب کردند. وایلی در اوایل همان سال پس از به دنیا آوردن پسرش در مسابقات قهرمانی در سال ۲۰۱۸ شرکت نکرد. او برای بازگشت در اواخر سال ۲۰۱۸ برنامه‌ریزی کرد در فصل ۲۰۲۰، او عنوان‌های دونفره مسابقات آزاد استرالیا و آزاد آمریکا را به دست آورد.
در ژوئن ۲۰۲۱ او و لوسی شوکر جزو شش تنیس‌بازی بودند که به عنوان نماینده بریتانیا در پارالمپیک ۲۰۲۰ در توکیو به تعویق افتادند. شوکر و وایلی در دونفره زنان مدال نقره را به دست آوردند و وایلی در انفرادی زنان مدال برنز گرفت.